# Lamprophaia mirabilis
Lamprophaia mirabilis är en fjärilsart som beskrevs av Caradja 1925. Lamprophaia mirabilis ingår i släktet Lamprophaia och familjen Crambidae. Inga underarter finns listade i Catalogue of Life.